# Mwamala (Mwanza)
Mwamala è una circoscrizione rurale (rural ward) della Tanzania situata nel distretto di Kwimba, regione di Mwanza. Conta una popolazione di 10 582 abitanti (censimento 2012).